# Cretă (rocă)

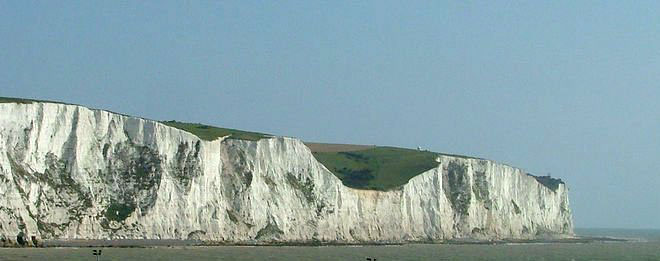
Stâncile albe de la Dover, coaste abrupte formate din roci calcaroase de cretă

Creta sau calcarul din Creta este o rocă sedimentară calcaroasă de origine organică, albă, poroasă și moale. Ea este prelucrată sub forma unor batoane cilindrice și folosită ca material didactic pentru scriere și desen.  Formarea sa se datorează acumulării unor cantități mari de resturi de cocolitofore, alge microscopice acoperite cu straturi minuscule de calcit (cocolite). Se întâmplă frecvent să se găsească noduli de silex asemănători cretei. 
Un exemplu de roci formate din cretă sunt Stâncile albe de la Dover din sudul Angliei. 
Perioada geologică Cretacic își trage numele de la această piatră.